# بيخة دراز (فسارود)
بيخة دراز (بالفارسية: بیخه دراز) هي قرية تقع في إيران في البلدة المركزية. يقدر عدد سكانها بـ 17 نسمة بحسب إحصاء 2016.